# Illustrissimi

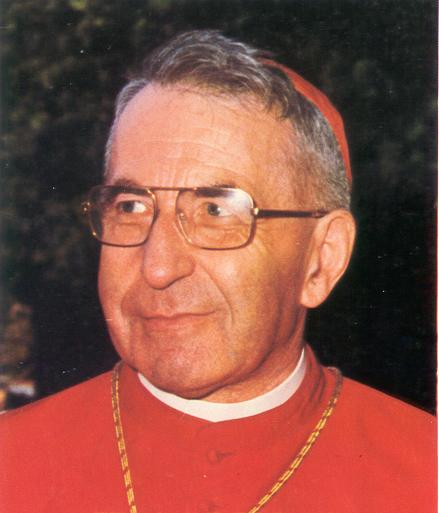
Albino Luciani, quien fue conocido como Juan Pablo I al ser nombrado Papa.

Illustrissimi, en castellano A los ilustres o Ilustrísimos señores es una colección de cartas escritas por Juan Pablo I cuando era Patriarca  de Venecia. Las cartas fueron publicadas originalmente en el periódico cristiano "Messaggero di S. Antonio" entre 1972 y 1975 y publicadas  en forma de libro en 1976. El libro fue publicado en inglés en 1978 cuando Albino Luciani fue elegido Papa, pero la traducción inglesa sólo logró tuvo éxito masivo después de su muerte (habiendo sido Papa durante 33 días). Las cartas son uno de los pocos documentos en circulación que indican qué clase de persona era Juan Pablo I y qué clase de Papa podría haber sido si sobrevivía.

## Las cartas
Hay cuarenta cartas en total, principalmente a personajes de ficción y personajes históricos italianos, pero también a figuras internacionales. Entre ellos se encuentran Pinocho, Charles Dickens, Hipócrates, y Jesús. Las cartas son graciosas e ingeniosas pero  terminan convirtiéndose en un sermón que lleva a un punto específico. 
Las cartas están dirigidas a las siguientes personas:
- Charles Dickens
- Mark Twain
- G. K. Chesterton
- Maria Teresa de Austria
- Charles Péguy
- Trilusa
- San Bernardo de Claraval
- El señor del castillo
- Goethe
- Rey David
- Penélope
- Figaro
- Pickwick
- Pinocho
- Pablo el Diácono
- Gonzalo Fernández de Córdova
- San Bernardino de Siena
- San Francisco de Sales
- Nikolaj Gogol
- Rey Lemuel
- Walter Scott
- Hipócrates
- Santa Teresa de Lisieux
- Alessandro Manzoni
- Casella
- Luigi Cornaro
- San Buenaventura
- Christopher Marlowe
- San Lucas
- Quintiliano
- Guglielmo Marconi
- Giuseppe Gioacchino Belli
- Félix Dupanloup
- Petrarch
- Santa Teresa de Avila
- Carlo Goldoni
- Andreas Hofer
- Jesucristo

El libro fue reestrenado en 2001.